# Noordwijk
Noordwijk (  ) je naselje in občina v nizozemski provinci Južna Holandija. Občina ima 45.732 prebivalcev (1. januarja 2024, vir: CBS) in ima površino 74,94 km² (od tega 16,57 km² vode).Noordwijk je poleg plaž znan tudi po poljih čebulnic. Nahaja se na območju, imenovanem "regija sipin in čebulnic" (Duin- en Bollenstreek).
V Noordwijku se tudi nahaja sedež Evropskega centra za vesoljske raziskave in tehnolovije - European Space Research and Technology Centre (ESTEC), ki je del Evropske vesoljske agencije (European Space Agency (ESA)). V ESA centru za obiskovalce se nahaja stalna razstava Space Expo.

## Jedra
Od združitve z občino Noordwijkerhout je občina sestavljena iz štirih jeder.
- Noordwijk aan Zee, tradicionalno ribiška vas, je obmorsko letovišče z obalo dolgo  približno 13 km. Od brezplačne plaže (po plaži Katwijk) do Langevelderslag. Približno 3 km obale je dejansko pred pozidanim območjem Noordwijk aan Zee. Noordwijk aan Zee ima dva bulvarja, oba poimenovana po kraljici, bulvar Koningin Wilhelmina in bulvar Koningin Astrid.
- Noordwijk-Binnen v starem središču izžareva mir preteklih stoletij. Leta 1992 je bilo staro vaško jedro razglašeno za zavarovano vaško razglednico po spomeniškem zakonu .
- Noordwijkerhout, vas in nekdanja občina severovzhodno od Noordwijka.
- De Zilk, vas s približno 2190 prebivalci, ki meji na Hillegom in Vogelenzang.

Poleg teh štirih središč je še De Klei, zaselek južno od Noordwijk-Binnena. Langevelderslag prav tako velja za del Noordwijka.

### Noordwijk aan Zee
Do začetka 19. stoletja je ribolov v Noordwijk aan Zee ostal najpomembnejša oblika dohodka. Kasneje se je prebivalstvo začelo vse bolj usmerjati v turizem. Kraj ima vsako leto več kot 1 milijon nočitev. Noordwijk aan Zee je sestavljen iz več sosesk in se nahaja na sipinah. Obstajajo različni gostinski lokali, kot so hoteli, zabavišča in restavracije (tudi na plaži), ob nedeljah pa je odprt nakupovalni center. Vsako leto se dogodki odvijajo na bulvarju okoli svetilnika na Vuurtorenpleinu. Občina ima reševalno postajo KNRM in reformirano cerkev (1647) s prižnico iz 17. stoletja.
Majhen del avtohtonega prebivalstva Noordwijk aan Zee (tradicionalno) govori nordwijks, izvirno nizozemsko narečje, ki je med drugim zelo podobno katwijks in schevenings. Lokofaulizem za prebivalce Noordwijk aan Zee je Blauwdotters .
Med Noordwijk aan Zee in Langevelderslag, blizu Noordwijkerhouta, je sprejemna postaja z imenom Radio Nora.

### Noordwijk-Binnen
Prej je bilo za Noordwijk-Binnen značilno predvsem delo na področju gojenja čebulic. Skupaj z okoliškimi občinami tvori regijo Bollenstreek (regijo čebulnic).
V občini je ESTEC, evropski center za vesoljske raziskave in tehnologijo, največja podružnica Evropske vesoljske agencije ESA. Center za obiskovalce ESTEC, Space Expo, je velika vesoljska razstava. ESTEC se nahaja daleč zunaj pozidanega območja Noordwijka in meji na središče Katwijka Katwijk-Noord na strani sipin.

### Noordwijkerhout
Do leta 2019 je bil Noordwijkerhout samostojna občina. Vas se nahaja v osrčju regije Sipine in rastišče čebulnic ter v središču območja občine Noordwijk. Nahaja se tri kilometre zračne črte od Severnega morja.
Gojenje čebulic je zelo pomembno za Noordwijkerhout, saj ima največjo količino zemlje za čebulnice v regiji. Skozi vas vsako leto poteka Parada cvetja Bollenstreek. Poleg tega se v Noordwijkerhoutu vsako leto praznuje karneval, v nasprotju z drugimi vasmi v regiji Sipine in rastišče čebulnic.
Pokrajinska cesta N206 gre naravnost skozi Noordwijkerhout.

### Zilk
Vas De Zilk je najmanjše vaško središče v občini s približno dva tisoč prebivalci. Nahaja se na skrajnem severu ob meji s Severno Holandijo in je od morja oddaljen štiri kilometre zračne črte. Tako kot v Noordwijkerhoutu tudi tukaj praznujejo karneval.
Letališče za jadralna letala 'Het Langeveld' se nahaja zahodno od De Zilka v Aamsterdamskem Waterleidingduinenu.
N206 iz Leidna je dolga ravna cesta in se nenadoma ustavi na provincijski meji pri De Zilku in naredi 90-stopinjski lok v notranjost. Od tu naprej glavne ceste ni več. N206 še vedno nadaljuje do Aerdenhouta.

## Zgodovina in etimologija
Prvi pravi prebivalci so se v Noordwijk aan Zee pojavili okoli leta 1200 pr.n.š., verjetno ribiči. Leta 847 je kraj obiskal škotski benediktinec po imenu Jerun iz Noordwijka . Zgradil je kapelico in misijonaril. Leta 856 so ga Normani ujeli in mučili. Obglavljen je bil 17. avgusta 856. Okoli leta 980 so njemu v čast zgradili romansko kapelo, ki je kmalu postala romarska. Leta 1303 je to kapelo nadomestila velika kamnita cerkev. To je bila predhodnica sedanje cerkve sv. Jeruna.
Noordwijk je prvič omenjen v darilnem pismu kralja Lotaringije Gerolfu, grofu Zahodne Frizije, 4. avgusta 889. V njem je pisalo, da mu je bilo podeljeno upravno gospostvo "Nortgo", staro ime Noordwijka. Northgo pomeni " pojdi (ali okrožje) na sever", tj. bivalno območje ali župnija severno od Rena. Podobna imena se pojavljajo v Friziji in Groningenu v Wolvega in Hunsingu .
Kako se je ime "Nortgo" lahko spremenilo v "Noordwijk", je rezultat vrste zvočnih sprememb in reinterpretacij. Zapisi s konca 12. stoletja kažejo, da sta poudarjena -go (9. stoletje) in -ga (10. stoletje) postala nenaglašeni -ge ali -ke in da je bilo mogoče pred -ge vstaviti nenaglašen samoglasnik, kar je povzročilo "Nortege «, »Norteke« in »Nortike«. V tej obliki je bil lahko zadnji samoglasnik izpuščen, kar je vodilo do "Noortich" in "Nortic". Reinterpretacija piscev iz 13. stoletja je prinesla imena, kot sta "Nortdijc" in "Nortdike". Dejstvo, da končno ni "Noorddijk", ampak "Noordwijk" postalo dokončno ime, je še en primer reinterpretacije. Ker se je ime sosednje občine Katwijk v lokalnem narečju izgovarjalo kot "Kattek" ali "Kattik", je ime kraja "Noordwijk" nastalo temu primerno iz "Noortek" ali "Noortik". Večja sprememba v naar-wijk se je zgodila nekje med letoma 1459 in 1541. 
1. aprila 1398 je grof Albert Bavarski Noordwijku podelil mestne pravice na zahtevo nekaterih prebivalcev, vendar je 12. marca 1399 podelitev umaknil z obrazložitvijo, da prosilci niso bili upravičeni do te zahteve. Posledica tega je bila, da mestna obzidja in vrata niso bila nikoli zgrajena. Noordwijk je ohranil svoj status upravnega gospostva.
Leta 1429 je utrechtski škof uradno povzdignil Noordwijk v romarski kraj. Najpomembnejša relikvija je bila lobanja, ki so jo odkrili v cerkvi sv. Jeruna in naj bi pripadala sv. Jerunu. Leta 1450 je Noordwijk-Binnen prizadel velik požar, ki je uničil cerkev. V 16. stoletju je zaradi reformacije prenehal obstajati  Noordwijk kot romarski kraj. Sint-Jerunova lobanja je od takrat pogrešana. Po izročilu naj bi bila njegova lobanja pokopana v cerkvi.
V času reformacije je Noordwijk prenehal obstajati kot romarski kraj. Čeprav je Noordwijk-Binnen ostal pretežno katoliški, je Noordwijk aan Zee dobil protestantski značaj, tako kot večina drugih ribiških vasi. Cerkve so pustile jasen pečat dogajanju v vasi. Na primer, med osemdesetletno vojno je iz Noordwijk aan Zee prišlo kar nekaj "beračev". Pod Španci so morali marsikaj potrpeti, medtem ko je bilo katoliškemu Noordwijk-Binnenu prizaneseno.
Leta 1474 je imel Noordwijk floto 38 ladij. S plaže je izplula flota tako imenovanih bombnih bark. Ulov je bil predvsem sled, trska, vahnja, mol in morska plošča. To je bil glavni vir dohodka za vas do okrog leta 1700, ko so prebivalci Noordwijk-Binnena verjeli, da lahko bolje živijo z gojenjem zelišč. Nato so se z ribolovom ukvarjali predvsem prebivalci Noordwijk aan Zee. 
V 18. in 19. stoletju so v Noordwijk-Binnenu gojili zelišča. Noordwijk-Binnen je bil najpomembnejši zeliščarski center na Nizozemskem. Z zelišči so trgovali v Amsterdamu in jih uporabljali v medicinske namene. Zaradi porasta kemično pripravljenih zdravil je gojenje zelišč proti koncu 19. stoletja izginilo. Leta 1880 se je tudi izkazalo, da so peščena tla v Noordwijku idealna za gojenje čebulnic. V kratkem času se je v Noordwijku naselilo približno 250 pridelovalcev čebulic, ki so izkopali veliko peska iz sipin. Gojili so predvsem tulipane, narcise in gladiole.
Leta 1866 je Noordwijk postal obmorsko letovišče. Ker se je zdelo, da ima morska voda zdravilni učinek, so ljudje za en dan prišli na plažo s kočijo. Leta 1883 je bilo ustanovljeno podjetje Noordwijk za izkoriščanje sipin. Kupil je veliko območje sipin na južni strani Noordwijka za gradnjo stanovanjskega območja in najel krajinskega arhitekta Dirka Watteza iz Bussuma. Ob obali je načrtoval 1200 metrov dolg bulevar s prostranimi vijugastimi cestami za njim, na katerem bi lahko zgradili številne vile. Izgradnja se je začela marca 1883. Približno takrat je bil odprt prvi letoviški hotel Huis ter Duin. Tako kot mnogi drugi hoteli se tudi hoteli v Noordwijku vse bolj osredotočajo na trg poslovnih srečanj. Na primer, nizozemska nogometna reprezentanca uporablja Huis ter Duin za prenočitve med sestanki in do leta 2018 je bil ta hotel uporabljen tudi za prenočitve, ko so potekali mednarodni treningi v Sportparku Nieuw Zuid v Katwijk aan Zeeju. V letu 2018 so se treningi nizozemske reprezentance preselili v Zeist.

## Promet in transport
Noordwijk se nahaja na cesti N206 in blizu A44 .
Avtobusna linija 90 povezuje glavno postajo Leiden prek Katwijka (vključno s Katwijk aan Zee, Rijnsburg in Valkenburg) in Noordwijka (vključno z Noordwijk aan Zee) z Lisse. Obstajajo tudi avtobusne linije do Voorhouta, Sassenheima in Schiphola. 

## Kultura
- Theater De Muze je bil ustanovljen leta 2004, večnamensko gledališče, ki je poleg ponudbe predstav in filmov tudi središče kulturnih združenj Noordwijka;
- Meseca aprila odhaja iz Noordwijka do Haarlema 40 km dolga parada cvetja Bollenstreek;
- Slikarski festival Noordwijk poteka od tretjega ponedeljka v juniju do naslednje nedelje;
- Julija in avgusta potekata festival Žive slike in festival Cirque Des Dunes.
- Vsako 2. soboto v avgustu je Noordwijk cilj parade cvetja Rijnsburg;
- Noordwijk ima od leta 1997 letni poletni festival: Opera aan Zee ;
- Reli tulipanov.

### Spomeniki
V občini je več državnih spomenikov in vojnih spomenikov ter občinski spomenik, glej:
- Seznam nacionalnih spomenikov v Noordwijku
- Seznam vojnih spomenikov v Noordwijku
- Seznam občinskih spomenikov v Noordwijku

### Umetnost v javnem prostoru
Na javnih površinah v občini so postavljeni različni kipi, skulpture in objekti, glej:
- Seznam kipov v Noordwijku

## Znani Noordwijkerji

### Rojeni
- Cornelis van Alkemade (1654-1737), zgodovinar in starinar;
- Janus Dousa (Jan van der Does) (1545-1604), humanist, politik in pesnik;
- Loes van der Horst (1919-2012), umetnik;
- Elie Luzac (1721-1796), pravni učenjak, publicist in knjigarnar;
- Willem Dirk Hendrik van Asbeck (1858-1935), mornariški častnik, administrator in diplomat;
- Margriet de Moor (1941), pisateljica;